# Gudhems och Kåkinds domsaga
Gudhems och Kåkinds domsaga var en domsaga i Skaraborgs län som bildades 1864. Domsagan upplöstes den 1 januari 1938 när Skövde domsaga bildades.
Domsagan låg i domkretsen för Göta hovrätt. Domsagan hade två tingslag.

## Tingslag
- Gudhems tingslag
- Kåkinds tingslag

## Häradshövdingar
- 1878–1907 Claes Harald Gabriel Ryman
- 1907–1909 Erik Gustaf Theodor Carlson
- 1909–1936 Frans Oscar Nyman
- 1936–1937 Johan Olof Odencrants

## Valkrets för val till andra kammaren
Mellan andrakammarvalen 1866 och 1908 utgjorde Gudhems och Kåkinds domsaga en valkrets: Gudhems och Kåkinds domsagas valkrets. Valkretsen avskaffades vid införandet av proportionellt valsystem inför valet 1911 och uppgick då i Skaraborgs läns norra valkrets (Kåkinds härad) och Skaraborgs läns södra valkrets (Gudhems härad).

### Fotnoter
1. ↑   (PDF) Folkräkningen den 31 december 1940, I, Areal och folkmängd inom särskilda förvaltningsområden m.m., Befolkningsagglomerationer. Stockholm: Statistiska centralbyrån. 1942. sid. 151-152. Arkiverad från originalet den 9 oktober 2014. https://www.webcitation.org/6TCcNWXzt?url=http://www.scb.se/Grupp/Hitta_statistik/Historisk_statistik/_Dokument/SOS/Folkrakningen_1940_1.pdf. Läst 9 oktober 2014 Arkiverad 1 november 2013 hämtat från the Wayback Machine.